# Jet Star I
Jet Star I ist die Bezeichnung eines Stahlachterbahnmodells des Herstellers Schwarzkopf GmbH, welches erstmals 1968 ausgeliefert und insgesamt 18 mal hergestellt wurde. Drei weitere Modelle sollten folgen: Jet Star II, Jet Star III und City Jet. Außerdem gibt es unter der Modellbezeichnung Speed Racer bzw. Extended Jumbo Jet ein weiteres Achterbahnmodell, dessen Streckenverlauf individuell an den Wunsch des Kunden angepasst wurde.
Die 538 m lange Strecke erstreckt sich über eine Grundfläche von 27 m × 44 m und erreicht eine Höhe von 13,5 m. Ursprünglich konnten maximal zehn Fahrzeuge eingesetzt werden, dies wurde aber später auf maximal acht Fahrzeuge reduziert, in denen jeweils vier Personen hintereinander Platz nehmen können. Die Wagen werden durch einen Kettenlifthill in die Höhe transportiert. Maximal 800 Personen pro Stunde können somit mit Jet Star I fahren. Die gesamte Anlage hat ein Gewicht von rund 66 t und hat einen Anschlusswert von 110 kW.

## Standorte
| Achterbahn                                                                   | Betreiber                                                                 | Land                          | Eröffnung                             | Schließung                         | K.                                                                                          |
| ---------------------------------------------------------------------------- | ------------------------------------------------------------------------- | ----------------------------- | ------------------------------------- | ---------------------------------- | ------------------------------------------------------------------------------------------- |
| Alpina Bobs Cortina Bob                                                      | Holly Park Wiener Prater                                                  | Frankreich Österreich         | 2001 oder früher 1969                 | 2014 1993                          | 47.546583333333 -0.15888888888889                                                           |
| Black Hole                                                                   | Avonturenpark Hellendoorn                                                 | Niederlande                   | 1986                                  | 1990                               |                                                                                             |
| Coleoz’Arbres                                                                | Parc Bagatelle                                                            | Frankreich                    | 3. April 1994                         | 2007                               | 50.429027777778 1.5992777777778                                                             |
| Jet                                                                          | Winnoland                                                                 | Frankreich                    | nie eröffnet                          | nie eröffnet                       | 48.592055555556 2.5178055555556                                                             |
| Jet Set                                                                      | Funtown Pier                                                              | Vereinigte Staaten            | 1977                                  | 1979                               |                                                                                             |
| Jet Star                                                                     | Aventura Park (Callao) Play Land Park Spreepark Berlin                    | Peru Deutschland              | 2009 2002 oder 2003 1970              | Januar 2011 zw. 2004 und 2008 2001 | -12.055388888889 -77.100305555556 -11.987472222222 -77.063916666667                         |
| Jet Star                                                                     | Casino Pier                                                               | Vereinigte Staaten            | 1970                                  | 2000                               |                                                                                             |
| Jet Star                                                                     | Great Adventure Amusement Park                                            | Vereinigte Staaten            | 1971                                  | 1971                               |                                                                                             |
| Jet Star                                                                     | Luna Park La Palmyre Morey’s Piers Knoebels Amusement Resort Coney Island | Frankreich Vereinigte Staaten | 2000 1993 1977 1976                   | 1999 1992 1976                     | 45.726083333333 -1.17375 40.575861111111 -73.980416666667                                   |
| Jet Star                                                                     | Lunapark Pfiff-Erlebnispark                                               | Polen Deutschland             | 2004 oder früher 1998                 | 2015 1998                          | 51.770166666667 19.412361111111                                                             |
| Jet Star                                                                     | Palisades Amusement Park                                                  | Vereinigte Staaten            | 1969                                  | 1971                               |                                                                                             |
| Jet Star                                                                     | Parque de Atracciones de Madrid                                           | Spanien                       | 1970                                  | 1996                               |                                                                                             |
| Jet Star                                                                     | Särkänniemi Amusement Park                                                | Finnland                      | 1980                                  | 2012                               | 61.506722222222 23.747888888889                                                             |
| Nightmare at Crack Axle Canyon Nightmare At Phantom Cave Starchaser Jet Star | Great Escape Darien Lake Kentucky Kingdom Noble Park Funland Beech Bend   | Vereinigte Staaten            | 1999 1996 1987 1985 zw. 1968 und 1972 | 2006 1998 1995 1986 1984           | 43.35275 -73.692527777778 38.197388888889 -85.747055555556 37.023166666667 -86.401333333333 |
| Roller Coaster Ripper Jet Star                                               | Lazarevskoye Park Thrill-Ville USA Santa Cruz Beach Boardwalk             | Russland Vereinigte Staaten   | August 2010 1993 1972                 | 2007 1991                          | 43.905861111111 39.328833333333 44.833472222222 -123.00819444444                            |
| Space Tornado                                                                | Paradise Lake                                                             | Vereinigte Staaten            | 1981                                  | 1982                               | 40.044944444444 -81.349027777778                                                            |
| Tig'rr Coaster Jet Star                                                      | Indiana Beach Holiday Beach                                               | Vereinigte Staaten            | 1984 1976–1982                        | 1983                               | 40.789527777778 -86.771027777778                                                            |